# Exponent de Liapunov

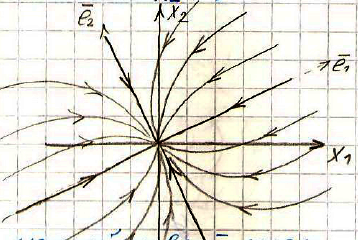
Teoria de l'estabilitat de Lyapunov. Estabilitat de punts fixos

Un diagrama que representa la definició de l'exponent de Lyapunov.

En matemàtiques, l'exponent de Lyapunov o exponent característic de Lyapunov d'un sistema dinàmic és una magnitud que caracteritza la velocitat de separació de trajectòries infinitesimament properes . Quantitativament, dues trajectòries en l'espai de fases amb vector de separació inicial {\displaystyle \delta \mathbf {Z} _{0}} divergir (sempre que la divergència es pugui tractar dins de l'aproximació linealitzada) a una velocitat donada per

{\displaystyle |\delta \mathbf {Z} (t)|\approx e^{\lambda t}|\delta \mathbf {Z} _{0}|}

on {\displaystyle \lambda } és l'exponent de Lyapunov.
La velocitat de separació pot ser diferent per a diferents orientacions del vector de separació inicial. Així, hi ha un espectre d'exponents de Lyapunov, igual en nombre a la dimensionalitat de l'espai de fases. És habitual referir-se al més gran com a exponent màxim de Lyapunov (MLE), perquè determina una noció de predictibilitat per a un sistema dinàmic. Un MLE positiu normalment es pren com una indicació que el sistema és caòtic (sempre que es compleixin algunes altres condicions, per exemple, la compacitat de l'espai de fases). Tingueu en compte que un vector de separació inicial arbitrari normalment conté algun component en la direcció associada a la MLE i, a causa de la taxa de creixement exponencial, l'efecte dels altres exponents s'esborrarà amb el temps.

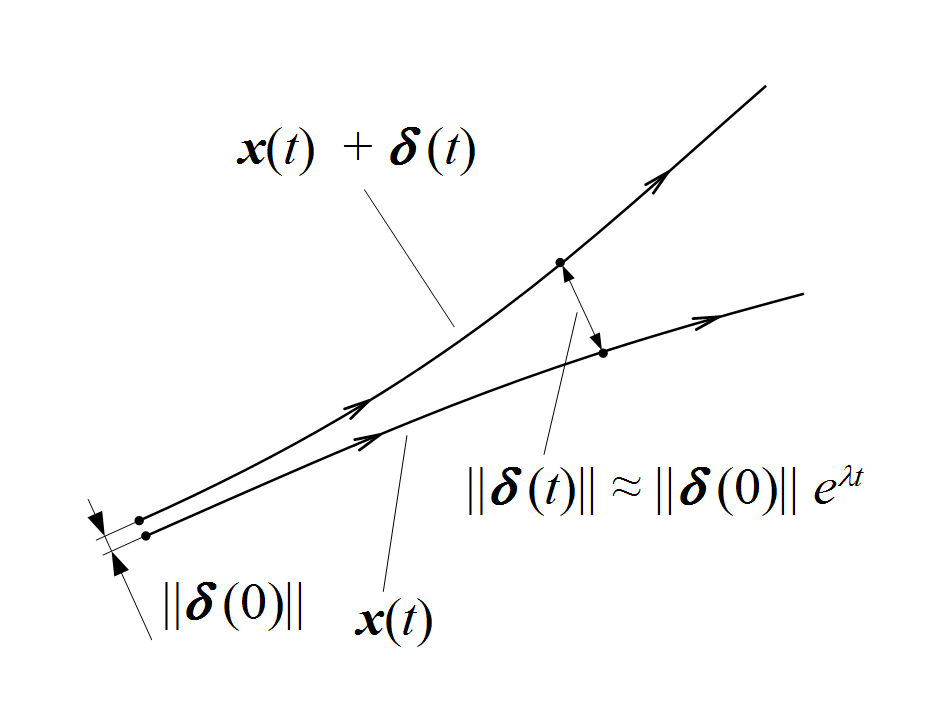
Inestabilitat orbital (exponent de Lyapunov)

L'exponent porta el nom d'Aleksandr Lyapunov.

## Propietats bàsiques
Si el sistema és conservador (és a dir, no hi ha dissipació), un element de volum de l'espai de fases es mantindrà igual al llarg d'una trajectòria. Per tant, la suma de tots els exponents de Lyapunov ha de ser zero. Si el sistema és dissipatiu, la suma dels exponents de Lyapunov és negativa.
Si el sistema és un flux i la trajectòria no convergeix a un sol punt, un exponent sempre és zero: l'exponent de Lyapunov corresponent al valor propi de {\displaystyle L} amb un vector propi en la direcció del flux.

## Càlcul numèric
En general, el càlcul dels exponents de Lyapunov, tal com s'ha definit anteriorment, no es pot dur a terme analíticament, i en la majoria dels casos s'ha de recórrer a tècniques numèriques. Un primer exemple, que també va constituir la primera demostració de la divergència exponencial de trajectòries caòtiques, va ser realitzat per RH Miller el 1964. Actualment, el procediment numèric més utilitzat estima la {\displaystyle L} matriu basada en la mitjana de diverses aproximacions de temps finit de la definició de límits {\displaystyle L}.
Una de les tècniques numèriques més utilitzades i efectives per calcular l'espectre de Lyapunov per a un sistema dinàmic suau es basa en l'ortonormalització periòdica de Gram-Schmidt dels vectors de Lyapunov per evitar una desalineació de tots els vectors al llarg de la direcció d'expansió màxima. Es descriu l'espectre de Lyapunov de diversos models. S'introdueixen els codis font del mapa Hénon, les equacions de Lorenz i algunes equacions diferencials de retard.